# Maverick Entertainment Group
Maverick Entertainment Group es una compañía cinematográfica y distribuidora de DVD independiente fundada por Doug Schwab cuya sede se encuentra en el sur de Florida.

## Lanzamientos

### Películas
- Expendable (2010)
- Spike (2010)
- Director (2010)
- She's Crushed (2010)
- London Betty (2010)
- Treasure Raiders (2009)
- The Casino Job (2009)
- Fast Track: No Limits (2008)
- Bad Reputation (2007)
- Cain and Abel (2007)
- Kush (2007)
- Tweek City (2007)